# Аквара
Аквара (абх. Аҟәара, груз. აყვარა) — село в Абхазии, в Гагрском районе частично признанной Республики Абхазия, согласно административному делению Грузии — в Гагрском муниципалитете Абхазской Автономной Республики. Высота над уровнем моря составляет 120 метров.

## Население
По данным переписи 1959 года в селе Аквара проживало 839 человек, большинство которых составляли абхазы и грузины. К 1989 году в селе Аквара проживало 1164 человека, преобладали грузины и абхазы.